# Павле Обрадовић (фудбалер)
Павле Обрадовић (Горњи Милановац, 4. јула 2001) српски је фудбалер, који тренутно наступа за Стразбур. Игра на позицији најистуренијег нападача.

## Каријера
Обрадовић је био члан млађих категорија Металца из Горњег Милановца, београдске Црвене звезде, те чачанског Борца. Првом тиму тог клуба прикључен је током сезоне 2018/19. у Првој лиги Србије, те се током јесењег дела такмичења неколико пута нашао у званичним протоколима утакмица. Свој дебитантски наступ забележио је на сусрету 22. кола, против Златибора из Чајетине, ушавши у игру у 90. минуту утакмице, уместо Николе Трипковића. На отварању пролећног дела сезоне, Обрадовић је одиграо свих 90 минута у поразу од Јавора у Ивањици, резултатом 4ː0. Повратком у поставу неколицине стандардних играча, Обрадовић је утакмицу наредног кола, против екипе Металца, почео на клупи за резервне играче, а у игру је ушао уместо Стефана Ковачевића у 90. минуту сусрета. На првој утакмици доигравања за опстанак, против Трајала у Крушевцу, Обрадовић је асистирао Тибору Бераку за коначних 1ː1 на том сусрету.
У јулу 2019. прикључио се екипи Стразбура, са којом је потписао професионални уговор и задужио дрес са бројем 9.

## Репрезентација
Крајем фебруара 2019, Обрадовић је добио позив селектора омладинске репрезентације Србије, Ненада Сакића, да се прикључи тој екипи за пријатељке утакмице против одговарајуће селекције Словеније. На другој од њих, одиграној последњег дана у месецу, Обрадовић је дебитовао за репрезентацију Србије у узрасту до 19 година, као члан годину дана млађе генерације, а у игру је ушао уместо Слободана Тедића у 59. минуту сусрета.

## Статистика

#### Клупска
| Клуб        | Сезона   | Лига             | Лига    | Лига   | Национални куп | Национални куп | Европа  | Европа | Остало  | Остало | Укупно  | Укупно |
| Клуб        | Сезона   | Дивизија         | Наступа | Голова | Наступа        | Голова         | Наступа | Голова | Наступа | Голова | Наступа | Голова |
| ----------- | -------- | ---------------- | ------- | ------ | -------------- | -------------- | ------- | ------ | ------- | ------ | ------- | ------ |
| Борац Чачак | 2018/19. | Прва лига Србије | 16      | 0      | —              | —              | —       | —      | —       | —      | 16      | 0      |

- Ажурирано 7. маја 2019. године.